# Гусєв Матвій Матвійович
Матвій Матвійович Гусєв (рос. Матвей Матвеевич Гусев; 16 (28) листопада 1826, В'ятка — 10 (22) квітня 1866, Берлін) — російський астроном, один з піонерів астрофізики.

## Життєпис
Народився у В'ятці (нині Кіров).
У 1847 закінчив Казанський університет. У 1850—1852 працював в Пулковській обсерваторії, з 1852 — у Віленській обсерваторії. Вів систематичні фотографічні дослідження сонячних плям, створив одну з перших у світі службу Сонця. Вивчаючи природу сонячної корони і протуберанців, правильно вважав їх реальними сонячними утвореннями, заперечував їхнє оптичне походження. При вивченні фотографій Місяця, які подарував йому в Англії винахідник фотогеліографа Воррен Де ла Рю, вперше застосував математичний метод дослідження, заснований на точному вимірюванні фотографій. У роботі «Про стан Місяця» (1860) вперше дав наглядове підтвердження виведення теорії про витянутість фігури Місяця у напрямі Землі. Вивчав власні рухи зірок, займався питаннями обліку рефракції. Спостерігав періодичні потоки метеорів.
Написав історію Віленської обсерваторії за 100 років, видав виконаний ним переклад російською мовою 3-го (присвяченого астрономії) тому твору А.Гумбольдта «Космос». У 1860 заснував журнал «Вісник математичних наук» — перше в Росії періодичне видання фізико-математичного профілю.
На честь М. М. Гусєва названий кратер Гусєва на Марсі.